# Santa Catalina (Santa Catalina)
Pour les articles homonymes, voir Santa Catalina.
Santa Catalina est la capitale de la paroisse civile de Santa Catalina de la municipalité de Sosa dans l'État de Barinas au Venezuela.